# Melanargia semigalene
Melanargia semigalene är en fjärilsart som beskrevs av Hermann Stauder 1929. Melanargia semigalene ingår i släktet Melanargia och familjen praktfjärilar. Inga underarter finns listade i Catalogue of Life.